# A-Junioren-Bundesliga 2007/08
Die A-Junioren-Bundesliga 2007/08 ist die fünfte Saison der 2003 gegründeten A-Junioren-Bundesliga. Sie wurde wie auch die Jahre zuvor in drei Staffeln gespielt.
Am Saisonende spielen die drei Staffelsieger sowie der Vizemeister der Staffel Süd um die deutsche Meisterschaft. Das Halbfinale wird im Hin- und Rückspiel, das Finale in einem Spiel ausgetragen.
Die drei letztplatzierten Mannschaften der drei Staffeln steigen ab.

## Nord/Nordost
| Pl. | Verein                     | Sp. | Tore  | Punkte |
| --- | -------------------------- | --- | ----- | ------ |
| 01. | VfL Wolfsburg              | 26  | 57:25 | 53     |
| 02. | Werder Bremen (M)          | 26  | 67:32 | 52     |
| 03. | Hansa Rostock              | 26  | 55:34 | 49     |
| 04. | Energie Cottbus            | 26  | 42:28 | 44     |
| 05. | Hertha BSC                 | 26  | 48:42 | 43     |
| 06. | FC Carl Zeiss Jena (N)     | 26  | 37:39 | 40     |
| 07. | Hannover 96                | 26  | 47:42 | 38     |
| 08. | Hamburger SV               | 26  | 38:34 | 34     |
| 09. | Rot-Weiß Erfurt            | 26  | 39:42 | 33     |
| 10. | Eintracht Braunschweig (N) | 26  | 31:45 | 32     |
| 11. | Chemnitzer FC              | 26  | 38:51 | 27     |
| 12. | FC Sachsen Leipzig         | 26  | 27:50 | 27     |
| 13. | Tennis Borussia Berlin     | 26  | 32:60 | 20     |
| 14. | 1. FC Magdeburg (N)        | 26  | 32:60 | 14     |

| (M) | Meister der letzten Saison    |
| (N) | Aufsteiger der letzten Saison |

### Torschützenliste
|    |             | Spieler          | Verein             | Tore |
| -- | ----------- | ---------------- | ------------------ | ---- |
| 1. | Deutschland | Carsten Kammlott | FC Rot-Weiß Erfurt | 17   |
| 1. | Deutschland | Deniz Ayçiçek    | Hannover 96        | 17   |
| 3. | Deutschland | Benjamin Förster | Chemnitzer FC      | 15   |
| 3. | Deutschland | Max Kremer       | FC Hansa Rostock   | 15   |
| 4. | Deutschland | Patrick Kühn     | FC Hansa Rostock   | 14   |

## West
| Pl. | Verein                   | Sp. | Tore   | Punkte |
| --- | ------------------------ | --- | ------ | ------ |
| 01. | 1. FC Köln               | 26  | 77:028 | 65     |
| 02. | FC Schalke 04            | 26  | 78:022 | 62     |
| 03. | Bayer 04 Leverkusen (M)  | 26  | 69:025 | 57     |
| 04. | Borussia Dortmund        | 26  | 76:037 | 52     |
| 05. | VfL Bochum               | 26  | 62:045 | 44     |
| 06. | Arminia Bielefeld        | 26  | 49:046 | 36     |
| 07. | Rot-Weiss Essen          | 26  | 46:046 | 36     |
| 08. | Borussia Mönchengladbach | 26  | 41:031 | 35     |
| 09. | MSV Duisburg             | 26  | 35:049 | 32     |
| 10. | Alemannia Aachen         | 26  | 50:052 | 27     |
| 11. | Rot Weiss Ahlen          | 26  | 31:059 | 23     |
| 12. | Fortuna Düsseldorf (N)   | 26  | 31:072 | 18     |
| 13. | Preußen Münster (N)      | 26  | 26:069 | 16     |
| 14. | VfL Leverkusen (N)       | 26  | 18:108 | 09     |

| (M) | Meister der letzten Saison    |
| (N) | Aufsteiger der letzten Saison |

### Torschützenliste
|    |             | Spieler             | Verein                   | Tore |
| -- | ----------- | ------------------- | ------------------------ | ---- |
| 1. | Deutschland | Marco Schneider     | Borussia Dortmund        | 20   |
| 2. | Turkei      | Güngör Kaya         | VfL Bochum               | 18   |
| 3. | Deutschland | Fabian Bäcker       | Borussia Mönchengladbach | 17   |
| 3. | Deutschland | Richard Sukuta-Pasu | Bayer 04 Leverkusen      | 17   |
| 3. | Turkei      | Mahmut Temür        | 1. FC Köln               | 17   |

## Süd/Südwest
| Pl. | Verein                  | Sp. | Tore  | Punkte |
| --- | ----------------------- | --- | ----- | ------ |
| 01. | VfB Stuttgart           | 26  | 71:28 | 62     |
| 02. | SC Freiburg             | 26  | 55:32 | 56     |
| 03. | FC Bayern München (M)   | 26  | 79:30 | 55     |
| 04. | Eintracht Frankfurt (N) | 26  | 48:35 | 42     |
| 05. | 1. FSV Mainz 05         | 26  | 43:27 | 41     |
| 06. | Karlsruher SC           | 26  | 36:30 | 40     |
| 07. | 1. FC Kaiserslautern    | 26  | 52:44 | 39     |
| 08. | TSV 1860 München        | 26  | 40:33 | 35     |
| 09. | TSG 1899 Hoffenheim     | 26  | 41:51 | 33     |
| 10. | SpVgg Greuther Fürth    | 26  | 32:38 | 31     |
| 11. | SSV Jahn Regensburg (N) | 26  | 29:61 | 23     |
| 12. | Stuttgarter Kickers     | 26  | 24:52 | 19     |
| 13. | Offenburger FV (N)      | 26  | 27:66 | 19     |
| 14. | Wacker Burghausen       | 26  | 19:69 | 13     |

| (M) | Meister der letzten Saison    |
| (N) | Aufsteiger der letzten Saison |

### Torschützenliste
|    |             | Spieler          | Verein            | Tore |
| -- | ----------- | ---------------- | ----------------- | ---- |
| 1. | Deutschland | Rahman Soyudoğru | SC Freiburg       | 21   |
| 2. | Deutschland | Thomas Müller    | FC Bayern München | 18   |
| 2. | Deutschland | Julian Schieber  | VfB Stuttgart     | 18   |
| 4. | Osterreich  | Philipp Hosiner  | TSV 1860 München  | 16   |
| 5. | Deutschland | Daniel Didavi    | VfB Stuttgart     | 14   |
| 5. | Deutschland | Gabriel Gallus   | SC Freiburg       | 14   |

## Endrunde um die Deutsche A-Junioren-Meisterschaft 2008

### Halbfinale
|               | Gesamt |               | Hinspiel (11.6.2008) | Rückspiel (11.6.2008) |
| ------------- | ------ | ------------- | -------------------- | --------------------- |
| VfB Stuttgart | 3:4    | VfL Wolfsburg | 1:2 (1:1)            | 2:2 (1:1)             |
| SC Freiburg   | 5:3    | 1. FC Köln    | 3:1 (2:1)            | 2:2 (1:1)             |

### Finale
| Paarung        | VfL Wolfsburg – SC Freiburg |
| Ergebnis       | 0:2 (0:1) |
| Datum          | 23. Juni 2008 |
| Stadion        | Volkswagen-Arena, Wolfsburg |
| Zuschauer      | 4500 |
| Schiedsrichter | Günter Perl (München) |
| Tore           | 0:1 Soyudogru (22.) 0:2 Bektasi (59.) |
| VfL Wolfsburg  | René Melzer – Michael Schulze, Julian Klamt, Jan-Christian Meier (84. Maximilian Ahlschwede), Marcel Weiss – Kevin Kahlert, Kevin Kluk – Pierre-Michel Lasogga (46. Michael Lumpe), Sefa Yılmaz (69. Süleyman Çelikyurt) – Milos Djordjević (46. Mario Petry), Sebastian Polter Cheftrainer: Christian Benbennek |
| SC Freiburg    | Oliver Baumann – Dennis Klossek, Nico Schlieter, Ömer Toprak, Gilles Bettmer – Nicolas Höfler, Daniel Williams – Dawit Targamadse (79. Levent Üner), Gabriel Gallus (78. Daniel Brud), Squipon Bektasi (82. Oliver Sorg) – Rahman Soyudoğru (90. Adrian Vollmer) Cheftrainer: Christian Streich                  |